# Oändlig produkt
En oändlig produkt är inom matematiken en produkt som innehåller ett oändligt antal faktorer. Om an betecknar den nte faktorn, kan en sådan produkt skrivas
{\displaystyle \prod _{n=1}^{\infty }a_{n}=a_{1}\;a_{2}\;a_{3}\cdots .}

## Konvergens
Det finns två fall då denna produkt sägs konvergera:
- {\displaystyle \lim _{N\to \infty }\prod _{n=1}^{N}a_{n}=P\neq 0}, eller
- Endast ett ändligt antal {\displaystyle a_{n}} är lika med 0.

Om något av dessa fall är uppfyllt sägs produkten vara konvergent; i annat fall är den divergent.

### Exempel på divergenta produkter
Produkterna
- {\displaystyle \prod _{n=1}^{\infty }{\frac {1}{n}}} och
- {\displaystyle \prod _{n=1}^{\infty }0}

är inte konvergenta.

## Krav för konvergens
Om {\displaystyle a_{n}>0} så konvergerar {\displaystyle \prod _{n=1}^{\infty }(1+a_{n})} om och endast om {\displaystyle \sum _{n=1}^{\infty }a_{n}} konvergerar.

## Exempel
Exempel på välkända oändliga produkter är Viètes formel för talet π,
{\displaystyle {\frac {2}{\pi }}={\frac {\sqrt {2}}{2}}\cdot {\frac {\sqrt {2+{\sqrt {2}}}}{2}}\cdot {\frac {\sqrt {2+{\sqrt {2+{\sqrt {2}}}}}}{2}}\cdots },
och Wallis formel för detsamma,
{\displaystyle {\frac {\pi }{2}}={\frac {2}{1}}\cdot {\frac {2}{3}}\cdot {\frac {4}{3}}\cdot {\frac {4}{5}}\cdot {\frac {6}{5}}\cdot {\frac {6}{7}}\cdot {\frac {8}{7}}\cdot {\frac {8}{9}}\cdots .}